# Гребневская волость
Гребневская волость — волость в составе Богородского уезда Московской губернии. Существовала до 1919 года. Центром волости была усадьба Гребнево.
Образована в 1862—1865 годах в результате административной реформы. Названа по центру — селу Гребнево. В волость входили село Амерево, деревня Байбаки, село Богослово, Васильевское, Гребнево, Громково, деревня Камшиловка, Кожино, село Комягино, деревня Корякино, деревня Костюнино, Кузьминки, Литвиново, Мальцево, Мизиново, Набережное, деревня Назимиха, Невзорово, Новая, Новоселки, село Образцово,  деревня Орлово, Потапово I, Потапово II, Райки, Сабурово, Слобода, Топорково, село Трубино, Турабьево, село Улиткино, Фрязино, село Хомутово, Чижово, д. Щелково, Щелково (пос. 1-й), Щелково (пос. 2-й).
Под данным 1890 года в усадьбе Гребнево размещалось волостное правление, квартира пристава, земская больница и две школы. Школы также имелись в сёлах Амерево, Богослово, Трубино и деревне Потапово 1-е. В селе Трубино и деревне Щёлково имелись больницы. В Щёлково же находилась квартира полицейского урядника.
17 мая 1919 года Гребневская и Осеевская волости Богородского уезда были объединены в Щёлковскую волость.